# Видровка (присілок)
Видровка (рос. Выдровка) — присілок в Мединському районі Калузької області Російської Федерації.
Населення становить 5 осіб. Входить до складу муніципального утворення Присілок Михальчуково.

## Історія
Від 2004 року входить до складу муніципального утворення Присілок Михальчуково.

## Населення
| 2002 | 2010 |
| ---- | ---- |
| 0    | ↗5   |